# Germán Corona del Rosal
Germán Corona del Rosal (Ixmiquilpan, Hidalgo, 14 de abril de 1932) es un militar y político mexicano, miembro del Partido Revolucionario Institucional, ha sido entre otros cargos senador y diputado federal. Es hijo del también político y general Alfonso Corona del Rosal.

## Estudios
Germán Corona del Rosal realizó sus estudios básicos en su pueblo natal y la secundaria en la Ciudad de México, posteriormente ingreso al Heroico Colegio Militar, de donde se graduó en 1953 con el grado de teniente segundo de caballería.
Su primer cargo público fue tesorero de la Junta Local de Caminos de Hidalgo de 1957 a 1958, y posteriormente vocal ejecutivo del Patrimonio Indígena del Valle del Mezquital del último año hasta 1969. En 1970 fue postulado y electo Senador por el estado de Hidalgo para el periodo de ese año a 1976.

## Carrera legislativa
De 1976 a 1981 ocupó el cargo de delegado en Gustavo A. Madero en el Distrito Federal, de 1981 a 1982 el de director general de Investigaciones Políticas y Sociales de la Secretaría de Gobernación y de 1983 a 1984 fue delegado de la Secretaría de Programación y Presupuesto en Hidalgo.
En 1985 fue postulado candidato del PRI a diputado por el Distrito 1 de Hidalgo en sustitución de José Antonio Zorrilla Pérez —quien renunció a la candidatura al verse implicado en el asesinado del periodista Manuel Buendía cuando se desempeñaba como titular de la Dirección Federal de Seguridad—, y electo a la LIII Legislatura que concluyó en 1988; y en 1991 electo por segunda ocasión diputado, en esta ocasión por el Distrito 5 de Hidalgo a la LV Legislatura que tuvo fin en 1994.